# Oryctodromeus
Az Oryctodromeus (nevének jelentése 'ásó futó') az ornithopoda dinoszauruszok egy kisméretű neme. Fosszilis maradványai Montana állam délnyugati részéről, a Blackleaf-formációból és Idaho állam délkeleti részéről, a Wayan-formációból, a késő kréta korból (a cenoman korszakból) mintegy 95 millió évvel ezelőttről váltak ismertté. Ez a dinoszaurusz a kis és valószínűleg gyorsan futó növényevők családja, a Hypsilophodontidae első olyan tagja, amelyet ásó életmódot folytató állatként publikáltak.

## Anatómia
Az Oryctodromeus holotípusa a Blackleaf-formációból származó MOR 1636a katalógusszámú lelet, egy felnőtt példány részleges csontváza, amihez a premaxilla (a felső csőr), az agykoponya egy része, három nyak-, hat hát-, hét keresztcsonti és 12-13 farokcsigolya, a bordák, a vállöv, az egyik (kéz nélküli) kar, a két sípcsont, egy hiányos szárkapocscsont, valamint a lábközépcsontok tartoznak. Rátaláltak két, MOR 1636b katalógusszámmal jelölt további fiatal példányra is, melyek mérete az MOR 1636a 55–65%-a. Emellett a Wayan-formációból több hiányos csontváz is elkerült. Az Oryctodromeust eredetileg olyan állatként írták le, amely nem rendelkezett a farkat merevítő csontos inakkal. A Wayan-formációból származó egyes példányok azonban igazolták a gerinc háthoz, keresztcsonthoz és farokhoz tartozó részén a vastag ínszalag rács jelenlétét; lehetséges azonban, hogy ezek az inak jóval rugalmasabbak voltak, mint ahogy azt korábban feltételezték. A Blackleaf-példányok esetén olyan, az állcsontokon, a mellső lábakon és a csípőn levő adaptációkról készült leírás, amelyek a talaj mozgatását és manipulálását segíthették.
A szerzők kimutatták, hogy az Oryctodromeus az ásó életmódúnak számító állatokkal, például a vakondokkal, a hangyászsünfélékkel és a vombatfélékkel szemben csak egyszerűbb mellső láb adaptációkkal rendelkezett. Az ásásra jobban specializálódott állatokkal ellentétben inkább azokra hasonlít, amelyek futó és ásó életmódot folytatnak, mint például a cibethiéna, a tengerimalac és a nyúl. Mivel két lábon járt, a mellső lábai nagyobb módosulása nem hatott ki a futó képességére.
Egy kladisztikus elemzés során az Oryctodromeust az Euornithopoda bazális tagjának, és a szintén a kréta időszaki Montanából ismert hypsilophodontidák közé tartozó Orodromeus és Zephyrosaurus közeli rokonának találták. Ennél a két állatnál is megtalálhatók az Oryctodromeus feltehetően ásásra szolgáló adaptációi, például a széles pofa. Emellett az Orodromeus példányai hasonló módon őrződtek meg, feltehetően mindegyikük az üregében pusztult el. Nem ez az első eset, amikor egy hypsilophodontidát ásó életmódú állatként értelmeznek; Robert T. Bakker az 1990-es évektől kezdődően nem hivatalosan azt állította, hogy a késő jura korból, Wyomingból származó Drinker szintén üregekben élt, de ezt az elméletet még nem publikálta.

## Üreg

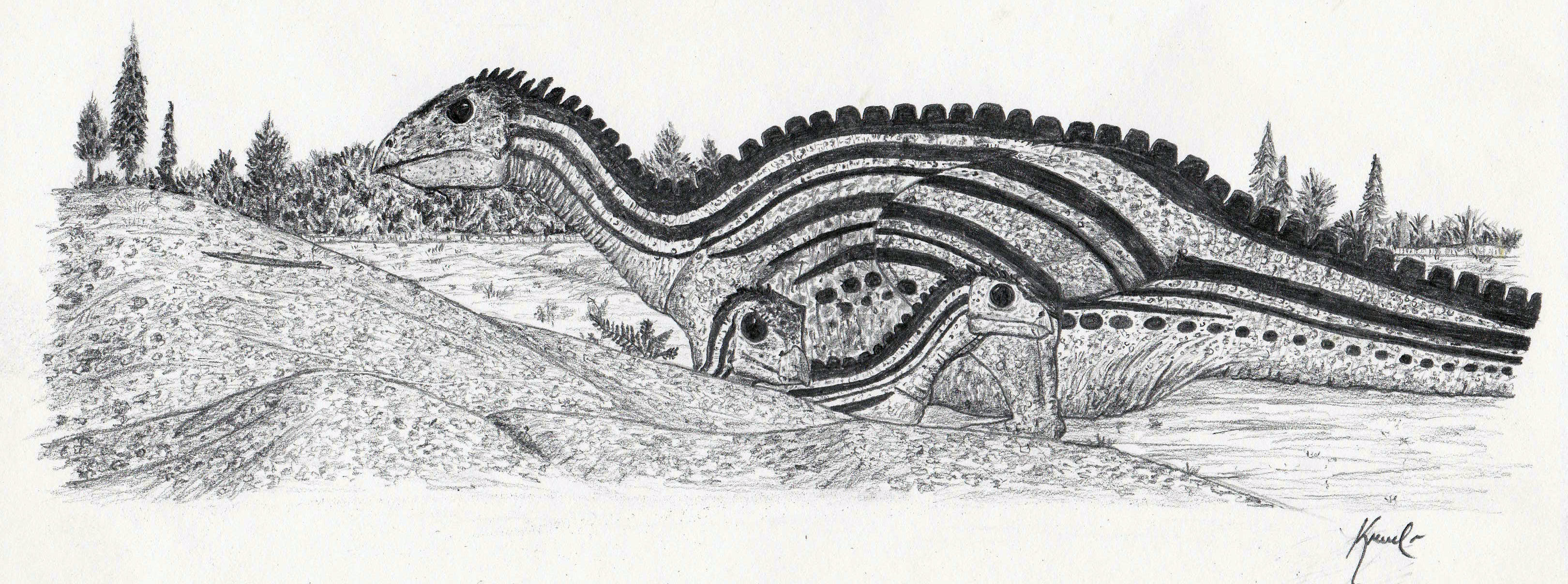
Család az üregükön kívül

A három Oryctodromeus példány fosszíliáját egy körülbelül 2 méter hosszú és 70 centiméter széles föld alatti üreg maradványai között találták meg. Az egybefüggő csontvázak egymáshoz közel helyezkedtek el, ami ara utal, hogy az üregben pusztultak el és bomlottak le. Az üreg a mai hiénafélékéhez és fraterculákéhoz hasonlított. Homokkal volt megtöltve, ami homokkővé alakult, elkülönülve a körülötte levő iszapkőtől és agyagkőtől.
A megőrződött üregrészben két kanyar és különféle kisebb (többnyire néhány centiméter átmérőjű), másodlagos homokkő hengerek találhatók, melyeket valószínűleg az ugyanitt élő kisebb állatok hoztak létre. Az üreg mérete nagyjából megfelel a felnőtt Oryctodromeus valószínűsíthető arányainak, ami szintén arra utal, hogy az üreg a sajátja volt.

## Ősbiológia
Hypsilophodontidaként az Oryctodromeus egy kis, gyors mozgású növényevő lehetett. Emiatt és a lelőhelye miatt kapta az Oryctodromeus cubicularis nevet, melynek jelentése 'az odú futó ásója', az életmódjára való utalásként. Az Oryctodromeus felnőtt példányai 2,1 méter hosszúak és körülbelül 22–32 kilogramm tömegűek lehettek, míg a fiatalok nagyjából 1,3 méteres hosszúságot érhettek el. A felnőttek melletti fiatalok jelenléte szülői gondoskodásra enged következtetni, valamint arra, hogy az üreg részben az utódok felnevelésére szolgált. A fiatalok mérete alapján a szülői gondoskodás hosszú ideig tartott.

## Fordítás
Ez a szócikk részben vagy egészben az Oryctodromeus című angol Wikipédia-szócikk ezen változatának fordításán alapul.  Az eredeti cikk szerkesztőit annak laptörténete sorolja fel. Ez a jelzés csupán a megfogalmazás eredetét és a szerzői jogokat jelzi, nem szolgál a cikkben szereplő információk forrásmegjelöléseként.